# Waverly (Virginia Occidental)
Waverly es un lugar designado por el censo ubicado en el condado de Wood en el estado estadounidense de Virginia Occidental. En el Censo de 2010 tenía una población de 395 habitantes y una densidad poblacional de 102,91 personas por km².

## Geografía
Waverly se encuentra ubicado en las coordenadas 39°19′48″N 81°22′54″O / 39.33000, -81.38167. Según la Oficina del Censo de los Estados Unidos, Waverly tiene una superficie total de 3.84 km², de la cual 3.84 km² corresponden a tierra firme y (0%) 0 km² es agua.

## Demografía
Según el censo de 2010, había 395 personas residiendo en Waverly. La densidad de población era de 102,91 hab./km². De los 395 habitantes, Waverly estaba compuesto por el 96.71% blancos, el 0.76% eran afroamericanos, el 0% eran amerindios, el 0% eran asiáticos, el 0% eran isleños del Pacífico, el 1.01% eran de otras razas y el 1.52% pertenecían a dos o más razas. Del total de la población el 1.52% eran hispanos o latinos de cualquier raza.